# Réserve naturelle de la dune de Feniglia
Le réserve naturelle de la dune de Feniglia ( italien : Riserva naturale Duna Feniglia)  est une zone naturelle protégée située dans la municipalité d'Orbetello, dans la province de Grosseto en Toscane.

## Territoire
La réserve, créée en 1971, est un tombolo (c'est-à-dire un cordon littoral de sable) qui relie la colline d'Ansedonia à l'est et à Monte Argentario à l'ouest. Il se développe sur environ 6 km de long pour une superficie totale de 474 hectares. Depuis Orbetello, la dune de Feniglia est accessible par le barrage grand-ducal, tandis que depuis Ansedonia, elle est accessible par la route nationale 1, puis en prenant la route municipale qui en découle. 

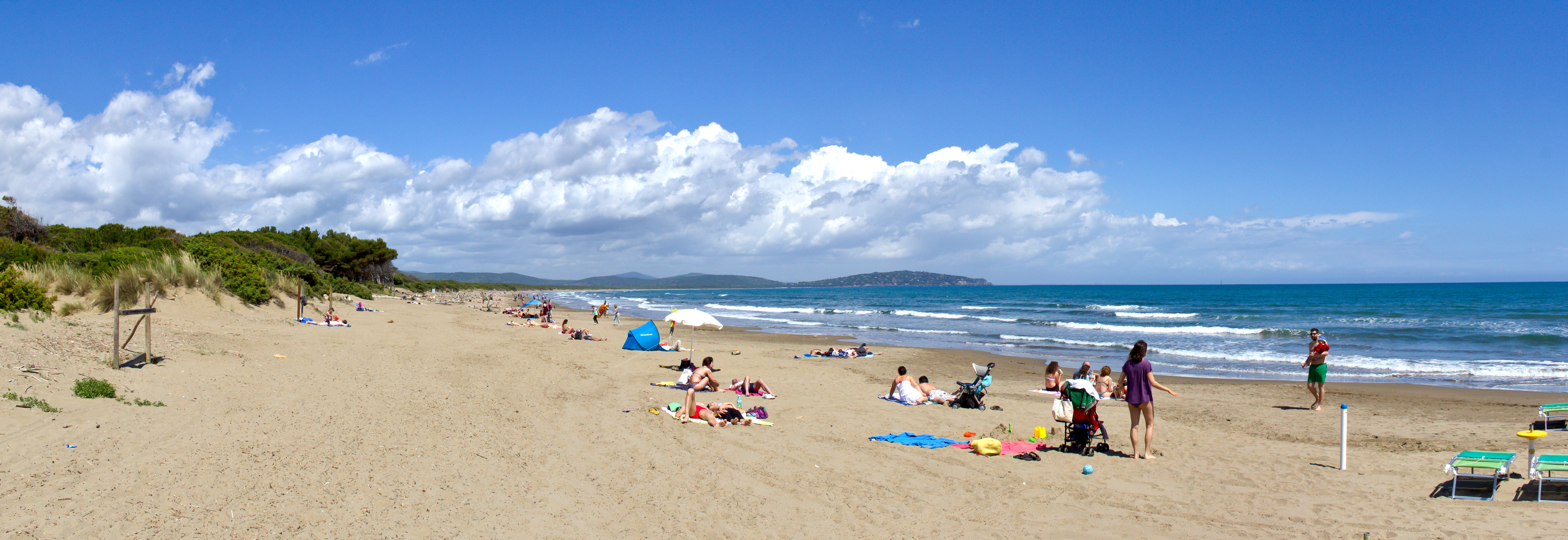
Plage de Feniglia.

La réserve est traversée par un chemin de terre construit entre 1928 et 1940, fermé à la circulation des véhicules à moteur et des motos, praticable uniquement à pied et à vélo ; d'autres routes la traversent perpendiculairement, à des intervalles d'environ 1 km, certaines en terrain naturel, d'autres artificielles. Le maillage formé par ces routes contribue à diviser la forêt en compartiments, et permet aux visiteurs d'accéder à la mer sur la plage du même nom.
Dans la forêt de pin parasol, il y a quelques rares espèces d'oiseaux nicheurs (faucon hobereau, coucou geai, petit-duc scops), d'une importance fondamentale pour l'écosystème lagunaire et le plus grand intérêt ornithologique se trouve dans l'étroite bande de salicorne qui entoure le côté lagon.

## Fouille archéologique
Entre 2000 et 2003 , la dune de Feniglia a fait l'objet de fouilles archéologiques, qui ont mis en évidence des découvertes de l'époque villanovienne dans ses extrémités Est et Ouest. Les découvertes semblent démontrer que des activités productives ont eu lieu ici, fonctionnelles à un centre habité voisin (Orbetello ou Vulci).
Les mêmes fouilles ont permis de dater d'autres établissements, antérieurement datés de l'Âge du fer à l'époque étrusque.

## Flore
La dune de Feniglia est divisée en trois bandes de végétation qui s'étendent parallèlement de la mer à la lagune. La première constitue la bande de protection, s'étend sur 94 hectares et surplombe directement la mer, constituée d'une végétation typiquement littorale ; la deuxième bande s'étend sur 320 ha, principalement occupée par une forêt de pin parasol ; le troisième, couvert de pins parasols et d'arbres à feuilles caduques, a une superficie de 60 hectares et a un débouché sur la lagune d'Orbetello. 
La première bande est la plus intéressante de par la variété de la flore présente : on y trouve des espèces xérophiles comme le panicaut maritime, le lis maritime, l'hélichrysum, l'ammofila, le genévrier cade, le pin maritime, le tamarix, la bruyère, l'arbre à mastic, le romarin, la salsepareille d'Europe, l'asperge sauvage. La deuxième bande est très importante pour la foresterie : la collecte des graines de pin parasol est réalisée, destinée à la reproduction et à l'industrie alimentaire et la collecte de la résine de pin par le procédé de résine. Aussi fréquents : le chêne vert, le chêne-liège et sporadiques sont le frêne, l'orme, le laurier ). Dans la troisième bande, il y a peu de pins parasols et la végétation est plus rare en raison des variations du niveau de la lagune.

## Faune

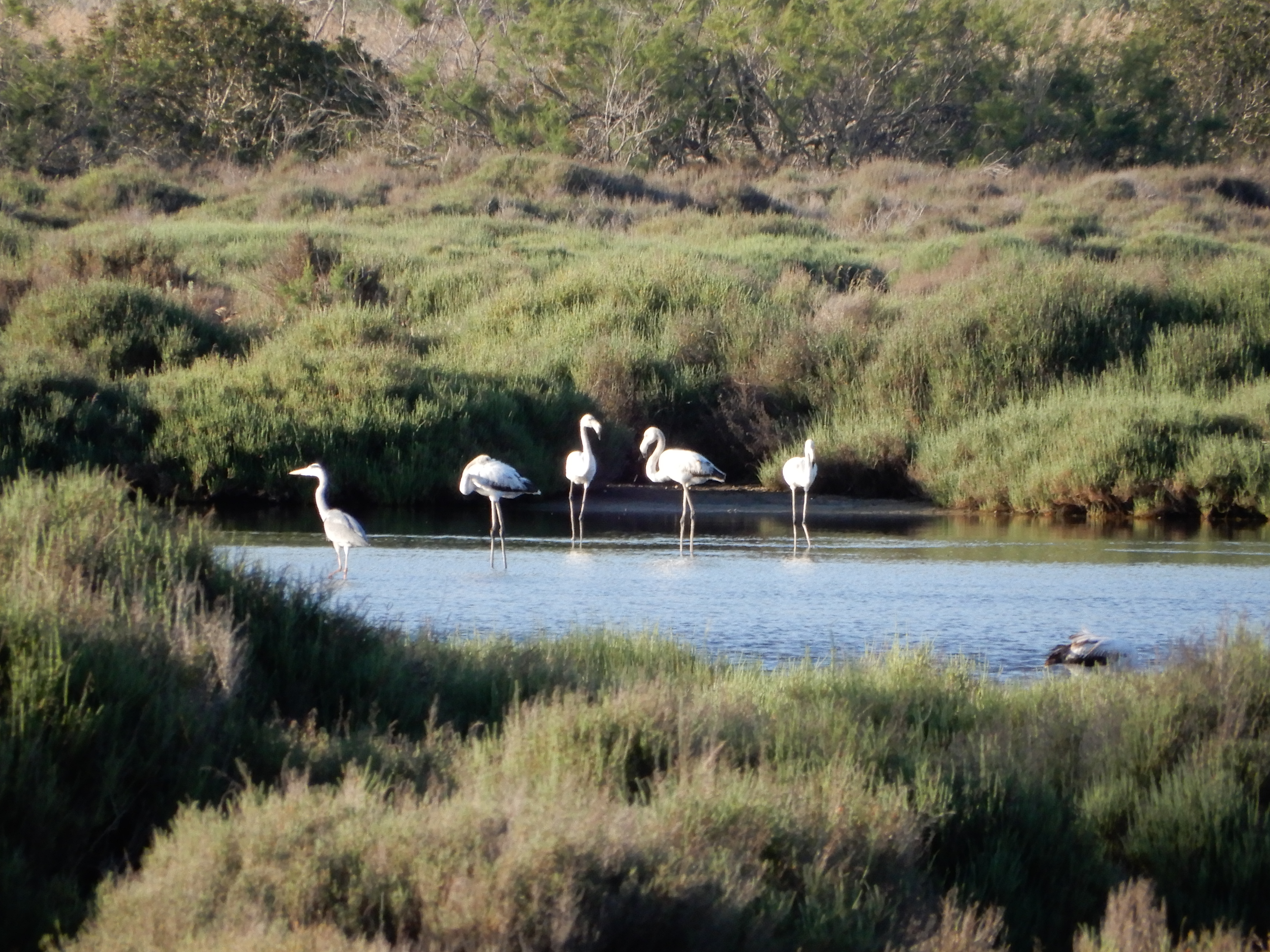

La faible diversification des espèces animales dans les réserves est due à l'implantation relativement récente de la forêt. Le sanglier a été enlevé pour des raisons de reboisement. Le daim est une présence fondamentale pour la réserve : introduit dans les années 1950 , avec quelques spécimens du domaine présidentiel de Castel Porziano, leur fonction principale pour la forêt est de limiter la propagation des feuillus envahissants. La faune autochtone est constituée de blaireaux, renards, fouines, belette, mouffette. 
Parmi les oiseaux : le pic vert, la tourterelle, le merle, le geai, le coucou. Dans les zones humides on trouve des espèces particulièrement intéressantes : le héron cendré, l'aigrette garzette, la sarcelle d'hiver, le canard siffleur, le canard colvert, la foulque macroule, le râle d'eau, le chevalier gambette, le chevalier arlequin, le bécasseau et la barge à queue noire.